# Michael Polt
Michael Christian Polt (ur. 1954 w Austrii) – amerykański dyplomata. Ambasador Stanów Zjednoczonych w Serbii i Czarnogórze (2004–206), Serbii (2006–2007) i Estonii (2009–2012).

## Życiorys
Ukończył studia magisterskie z zakresu administracji publicznej na University of Tennessee.
Jako dyplomata zastępował ambasadora w Berlinie, pełnił także funkcję chargé d’affaires w Bernie. Pracował w amerykańskich ambasadach w Bonn, Kopenhadze, Meksyku i Panamie oraz w konsulacie w Bremie. Związany był również z Departamentem Stanu, w którym piastował między innymi stanowisko wicedyrektora ds. bezpieczeństwa europejskiego i kontroli zbrojeń.
W 2004 roku został ambasadorem w Serbii i Czarnogórze, 21 maja tegoż roku złożył listy uwierzytelniające na ręce prezydenta Svetozara Marovicia złożył 21 maja tegoż roku. Po rozpadzie tegoż państwa kierował amerykańską misją dyplomatyczną w Republiki Serbii, kończąc urzędowanie dnia 3 sierpnia 2007 roku.
W listopadzie 2009 roku objął funkcję ambasadora w Republiki Estońskiej, 10 grudnia tego samego roku złożył listy uwierzytelniające na ręce prezydenta Toomasa Hendrika Ilvesa. Misję zakończył 22 lipca 2012 roku.

## Życie prywatne
Żonaty, ma dwoje dzieci.